# Pietro De Maria
Pietro De Maria, né à Venise en 1967, est un pianiste italien.

## Parcours primé
Pietro De Maria a commencé ses études de piano à Venise avec Giorgio Vanello. À treize ans, il remporte le premier Prix du Concours Alfred Cortot à Milan. Il obtient son diplôme dans la classe de Gino Gorini au Conservatoire de Venise.  Il se perfectionne dans la classe de Maria Tipo au conservatoire de Genève, où il se voit attribuer en 1988 le premier Prix de Virtuosité avec félicitations du jury.
Il se voit décerner ensuite, en 1990, le Prix de la Critique au Concours Tchaïkovsky à Moscou et le premier Prix au concours international Dino Ciani à Milan. En 1994, le premier Prix au concours  Géza Anda à Zürich et en 1997, le Prix Mendelssohn à Hambourg.

## Chopin
En 2010, année du bicentenaire de Chopin, Pietro De Maria a célébré le compositeur polonais à Berlin, Paris, Varsovie, Zurich, Rome, Pékin, Singapour, au Festival de Nohant. Il a enregistré pour Naxos les trois sonates de Clementi; et pour Decca l'intégrale des sonates pour piano et violoncelle de Beethoven, avec Enrico Dindo (it).
Pietro de Maria enseigne à la Scuola di Musica de Fiesole.

## Répertoire
De Bach à Ligeti, Pietro De Maria a un répertoire très vaste. Il a enregistré pour Decca une intégrale des œuvres de Frédéric Chopin. « Ces enregistrements figurent parmi les meilleurs qu'on puisse entendre de l'œuvre de Chopin et surpassent aisément ceux de la plupart des grands noms du catalogue » assure le critique Bryce Morrisson de International Piano. « C'est une version de rêve des Études de Chopin », précise Étienne Moreau dans Diapason. Pour Lorenzo Arruga, du quotidien italien Il Giornale, « dès qu'il met les mains sur le piano,  Pietro De Maria ressuscite une ancienne notion, celle du pianiste poète ».  Quant à Stéphane Friederich, de Pianiste, il voit en Pietro De Maria « un musicien de première importance : sentiment d'évidence, de calme, d'improvisation contrôlée. Un piano chaleureux, personnel, qui prend le temps de respirer ».
Pietro De Maria s'est produit en soliste avec les plus grands orchestres sous la direction des chefs les plus renommés comme Roberto Abbado, Myung-Whun Chung, Yutaka Sado…